# Джиззацьке водосховище
Джиззацьке водосховище — гідротехнічний об’єкт на сході Узбекистану, в південно-східних околицях міста Джиззак.
Водосховище спорудили на основі западини Джаїльмасай, що лежить біля північного підніжжя хребта Мальгузар. Особливістю сховища є те, що воно відноситься до наливного типу, тобто отримує основний ресурс за рахунок перекидання води — у випадку Джиззацького це відбувається за допомогою каналу довжиною біля дванадцяти кілометрів, що починається від водозабірної греблі на річкі Санзар. Остання збирає воду з південного схилу Мальгузару та північного схилу Туркестанського хребта, після чого проривається ущелиною Тамерланові ворота між хребтами Мальгураз та Нуратау у напрямку Сирдар’ї (втім, наразі води Санзару повністю розбираються для господарської діяльності).
В межах проекту уздовж північної сторони Джайльмасаю звели земляну дамбу висотою до 20 метрів, довжиною 5,5 км та шириною по гребеню 8 метрів, яка потребувала 1,9 млн м3 матеріалу.
Дамба утримує водосховище з нормальним рівнем поверхні на позначці 372,5 метра НРМ, якому відповідає площа поверхні 13,75 км2 та об’єм 100 млн м3 (з них 4 млн м3 відносяться до «мертвого» об’єму, що лежить нижче позначки 356,5 метра НРМ). Водойма має довжину 3,3 км, ширину 5,6 км та глибину до 24 метрів.
Сховище спорудили в 1973 році звели з метою іригації, що дало змогу забезпечити зрошення 61,72 тис гектарів.